# Kanker (stato)
Lo Stato di Kanker fu uno stato principesco del subcontinente indiano, avente per capitale la città di Kanker.

## Geografia
Ad eccezione della valle del Mahanadi ad est dello stato, il Kanker era composto essenzialmente da territorio collinare coperto interamente da foreste di teak (Tectona grandis), sirsā (Dalbergia latifolia), śāl (Shorea robusta) e bījāsāl (Pterocarpus marsupium).

## Storia
I primi secoli di esistenza dello stato sono privi di documentazione attendibile.  Secondo la tradizione locale il regno di Kanker venne fondato nel II secolo d.C. dal raja Satkarni della dinastia dei Satavahana. Lo stato venne poi occupato dai maratha di Nagpur nel 1809 ed il raja di Kanker fu privato del suo potere. Nel 1818, a seguito della sconfitta dello stato maratha, quando il regno di Nagpur divenne protettorato britannico, il principato venne restaurato dalle autorità britanniche. Con l'occasione fu imposto al principato l'obbligo del pagamento di 500 rupie quale tributo annuale al governo britannico, che poi vi rinunciò nel 1823.
Lo stato entrò a far parte dell'Unione Indiana il 15 agosto 1947.

## Governanti
I governanti avevano il titolo di Raja.

### Raja
- .... – 1729 Ghoor Sai Deo                      (m. 1729)
- 1729–1775 Harpal Deo                         (m. 1775)
- 1775 – .... Dhiraj Singh Deo
- .... – .... Ram Raj Singh Deo
- .... – 1802 Shyam Singh Deo
- 1802–1809 Bhup Deo (1ª volta)                (m. 1839)
- 1809–1818 occupied by Nagpur
- 1818–1839 Bhup Deo (2ª volta)                (s.a.)
- 1839–1853 Padma Deo                          (m. 1853)
- 5 dicembre 1853 – maggio 1903 Narhar Deo                         (n. 1850 – m. 1903)
- 9 maggio 1903 –  8 gennaio 1925 Lal Kamal Deo                      (n. 1873 – m. 1925)
- 8 gennaio 1925 – 15 agosto 1947 Bhanupratap Deo                    (n. 1922 – m. 1969)